# The Blunder Years
The Blunder Years (с англ. — «Потерянные годы») — пятый эпизод тринадцатого сезона мультсериала «Симпсоны».
Премьера на телеканале Fox состоялась 9 декабря 2001 года.

## Сюжет
Мардж покупает супервпитывающую туалетную бумагу «Burly» и пишет благодарственное письмо фирме-изготовителю. Гомер и Барт решают разыграть её и звонят ей с телефона Фландерса, представившись главой фирмы. Они предлагают Мардж поужинать, но вместо ожидаемого Бэрли появляется подговоренный Гомером Барни.
Чтобы извиниться перед Мардж, Гомер ведет всю семью в ночной клуб, где гвоздём программы является гипнотизер Мисмерино. Он предлагает Гомеру принять участие в представлении и гипнотизирует его, внушая Гомеру, что ему двенадцать лет. После этого Гомер начинает безудержно кричать и его не получается вывести из транса.
Лиза предлагает папе выпить специальный чай индейцев Яки, который помог бы Гомеру вспомнить произошедшее. Выпив напиток, Гомер вспоминает, как он, Ленни, Карл и Мо были на старой Спрингфилдской каменоломне, где Гомер случайно нашел в водостоке человеческий труп. Симпсоны решают поехать туда. У каменоломни они встречают Шефа Виггама, который оказался там по чистой случайности. Чтобы найти труп, Мардж бросает туалетную бумагу в затопившуюся каменоломню. Увидев человеческие останки, Симпсоны с шерифом решают пройти по водостоку и находят люк, ведущий к убийце (как считает Виггам).
«Убийцей» оказывается Мистер Бернс. Он рассказывает историю о трупе — Вейлоне Смитерсе-старшем, который, оставив своего сына мистеру Бернсу, предотвращает взрыв на АЭС и погибает. Их разговор подслушивает Вейлон Смитерс-младший, который до этого считал, что его отца убило племя диких амазонок. Гомер оставляет череп Смитерса-отца себе и избавляется от детской травмы.
В конце эпизода Мо приходит к Симпсонам с «загадочным конвертом» и просит дать ему разгадать эту загадку (хотя, по словам Гомера, это какая-то чушь)… Поскольку Мо «так старался», во время титров Симпсоны начинают слушать его «объяснение», что результат оказался очень непредсказуемым.

## Интересный факт
Эпизод из юности с прогулкой Гомера, Ленни и Карла отсылает к популярному фильму Роба Райнера «Останься со мной». Литературная основа фильма и этой серии мультсериала – повесть «Тело» из сборника «Четыре сезона» Стивена Кинга. Элементы мистики в лице гадалки, безостановочного крика Гомера, наличие флэшбеков и таинственных ходов также мягко отсылает к творчеству маэстро Кинга.